# رجب آدانیر
رجب آدانیر (انگلیسی: Recep Adanır; ۳ مهٔ ۱۹۲۹ – ۲۰ مهٔ ۲۰۱۷) بازیکن فوتبال اهل ترکیه بود.
از باشگاه‌هایی که در آن بازی کرده‌است می‌توان به باشگاه فوتبال گالاتاسرای، باشگاه فوتبال قاسم‌پاشا اسپور، و باشگاه فوتبال بشیکتاش اشاره کرد.
وی همچنین در تیم ملی فوتبال ترکیه بازی کرده‌است.